# Dendroleon similis
Dendroleon similis is een insect uit de familie van de mierenleeuwen (Myrmeleontidae), die tot de orde netvleugeligen (Neuroptera) behoort. 
Dendroleon similis is voor het eerst wetenschappelijk beschreven door Esben-Petersen in 1923.